# Songs ut Meckelbörg'
Songs ut Meckelbörg` är det andra musikalbumet av den tyska gruppen De Plattfööt.

## Låtlista
1. God`n Dag ok
2. An de Eck steiht`n Jung
3. Carola un Johann
4. Gitti ut de City
5. Up`n rasenden Roland
6. De Zoobummel
7. De Blasmusik
8. Dat ward wat
9. Remmi Demmi
10. Petri Heil
11. Elsa von Trabant
12. Min lewe Fru
13. Wat wünscht sick een Mann
14. Wir aus dem Norden